# Effets des drogues sur le cycle du sommeil chez l’homme
 (novembre 2021).
 (novembre 2021).
La mise en forme du texte ne suit pas les recommandations de Wikipédia : il faut le « wikifier ».
Les points d'amélioration suivants sont les cas les plus fréquents. Le détail des points à revoir est peut-être précisé sur la page de discussion.
- Les titres sont pré-formatés par le logiciel. Ils ne sont ni en capitales, ni en gras.
- Le texte ne doit pas être écrit en capitales (les noms de famille non plus), ni en gras, ni en italique, ni en « petit »…
- Le gras n'est utilisé que pour surligner le titre de l'article dans l'introduction, une seule fois.
- L'italique est rarement utilisé : mots en langue étrangère, titres d'œuvres, noms de bateaux, etc.
- Les citations ne sont pas en italique mais en corps de texte normal. Elles sont entourées par des guillemets français : « et ».
- Les listes à puces sont à éviter, des paragraphes rédigés étant largement préférés. Les tableaux sont à réserver à la présentation de données structurées (résultats, etc.).
- Les appels de note de bas de page (petits chiffres en exposant, introduits par l'outil «  Source ») sont à placer entre la fin de phrase et le point final[comme ça].
- Les liens internes (vers d'autres articles de Wikipédia) sont à choisir avec parcimonie. Créez des liens vers des articles approfondissant le sujet. Les termes génériques sans rapport avec le sujet sont à éviter, ainsi que les répétitions de liens vers un même terme.
- Les liens externes sont à placer uniquement dans une section « Liens externes », à la fin de l'article. Ces liens sont à choisir avec parcimonie suivant les règles définies. Si un lien sert de source à l'article, son insertion dans le texte est à faire par les notes de bas de page.
- La présentation des références doit suivre les conventions bibliographiques. Il est recommandé d'utiliser les modèles {{Ouvrage}}, {{Chapitre}}, {{Article}}, {{Lien web}} et/ou {{Bibliographie}}. Le mode d'édition visuel peut mettre en forme automatiquement les références.
- Insérer une infobox (cadre d'informations à droite) n'est pas obligatoire pour parachever la mise en page.

Pour une aide détaillée, merci de consulter Aide:Wikification.
Si vous pensez que ces points ont été résolus, vous pouvez retirer ce bandeau et améliorer la mise en forme d'un autre article.

## Introduction
Les ondes cérébrales (alpha, beta, thêta, delta) sont des manifestations de l'activité du cerveau pendant les différents stades de sommeil-éveil et sont observables grâce à un électroencéphalogramme (EEG). Durant le sommeil, l’homme passe par 5 stades. D’abord, le stade 1 (N1), l’endormissement, est caractérisé principalement par des ondes alpha. Le stade 2 (N2), le sommeil léger, est caractérisé par des ondes thêta. Les stades 3 et 4 (N3 et 4), le sommeil profond, sont essentiellement définis par l’émission d'ondes delta et s’accompagnent d’une activité neuronale faible, un tonus musculaire et d’un ralentissement des signes vitaux. De plus, le sommeil profond a une fonction réparatrice pour l’organisme et joue un rôle essentiel dans la fonction cognitive. La privation partielle ou chronique du sommeil engendre un mauvais cycle circadien et augmente le risque d'apparition la maladie d'Alzheimer,. Enfin, lors du stade 5 (N5), le sommeil paradoxal, dédié aux rêves intenses, le cerveau émet des ondes proches des ondes de l’état éveil, soit les ondes bêta. Les caractéristiques de cette dernière phase de sommeil sont des mouvements oculaires rapides (REM), une abolition du tonus musculaire et un renforcement de la mémoire et de l'apprentissage. En plus des phases citées, d'autres phases du sommeil ont été identifiés mais non caractérisées par des REM (NREM) et ne comportent pas de régulation de température. Ces stades sont répétés plusieurs fois dans une nuit.

La régulation du sommeil fait appel à trois processus pour bien fonctionner : le cycle circadien, ultradien et à l’homéostasie. Le sommeil est atteint à la suite d’une stimulation de l’hypothalamus par une “hormone du sommeil”: la mélatonine. En effet, la rétine envoie un message à l'hypothalamus dans le lobe postérieur du cerveau, lorsqu’il fait sombre. Celui-ci relaie le message à la glande pinéale qui sécrète la mélatonine indiquant au cerveau qu’il doit se mettre en veille pour entamer le sommeil,.

Ainsi, la régulation du sommeil est une partie essentielle du cycle circadien (24 heures) et homéostatique de l’humain puisqu’il permet au cerveau de gérer les informations et de se débarrasser des déchets accumulés lors de la journée.

## L’alcool
L'alcool est une substance psychoactive largement consommée dans le monde. Selon l’Organisation mondiale de la Santé, en 2016, 2,3 milliards de personnes âgées de 15 ans et plus consommaient de l’alcool. La consommation moyenne par personne est relativement stable depuis 2010 et c’est en Europe qu’on consomme le plus d’alcool par personne dans le monde. C’est d'ailleurs la substance la plus consommée au Québec et au Canada : en 2017-2018 une étude a révélé que 76 % des Canadiens et 81 % des Québécois de 12 ans et plus auraient consommé de l’alcool au moins une fois au cours des 12 derniers mois. La majorité des québécois consomment de l’alcool pour les effets que la substance a sur leur corps.

Avant d’être métabolisé par le foie, l’alcool est d’abord diffusé dans le sang et parcourt l’ensemble du réseau sanguin, affectant de nombreux organes dont le cerveau de manière rapide. Les répercussions de la présence d’éthanol dans le sang se traduisent en général par un effet dépresseur interagissant à plusieurs niveaux sur différents centres de régulations et neurotransmetteurs. Le noyau suprachiasmatique de l’hypothalamus est central dans la régulation de l’horloge endogène, il est donc évident que son affection cause des désynchronisations de l’horloge.

Globalement, les effets de la consommation d’alcool se traduisent par une augmentation de la phase NREM (N1 et N2) et une augmentation de la phase REM. L’alcoolémie diminuant graduellement, on observe une augmentation du sommeil paradoxal, ce qui mène à l’augmentation de la fréquence de réveil et une diminution de l’efficacité du sommeil. Ces effets, s’apparentant à un délai de phase ou un changement dans les habitudes du sommeil, peuvent se manifester dans la phase du réveil et dans la journée subséquente dû à un manque et à une fragmentation du sommeil. Ceux-ci mènent généralement à une mauvaise consolidation de la mémoire.

D’un point de vue hormonal, la présence d’alcool dans le sang lors du sommeil serait possiblement inhibitrice de nombreuses hormones pituitaires comme l'hormone de croissance GH et la mélatonine. Ainsi, il provoquerait aussi une augmentation de la sécrétion de cortisol. Des changements dans la sécrétion de ces hormones peuvent mener à des troubles comme la dépression. Il existe une corrélation positive entre les habitudes de consommation et les conséquences de la prise d’alcool sur la qualité du sommeil.

Outre cela, on observe une exacerbation des troubles du sommeil lors de la consommation d’alcool, tels que l’insomnie et l’apnée du sommeil. L’alcool aurait aussi pour effet de diminuer la saturation d’oxygène dans le sang ce qui entraîne, entre autres, une mauvaise oxygénation du cerveau,. La relaxation des muscles respiratoires peut mener à de plus grandes pauses dans la respiration chez l’homme affecté par l’apnée obstructive.

En bref, la consommation d’alcool a de nombreux effets sur le sommeil ce qui cause, de façon générale, une augmentation de la morbidité, ce qui réduit l’espérance de vie.

## Le cannabis
Le cannabis est souvent utilisé à des fins récréatives, mais peut aussi être utilisée à des fins thérapeutiques : elle permet de réduire les douleurs, l’anxiété, les nausées, augmente l’appétit, etc. Le composé psychoactif le plus important est le THC,,,. Les composés cannabinoïdes peuvent être exogènes ou endogènes. Les cannabinoïdes endogènes ont comme rôle la régulation de l’énergie et de l’alimentation,,. Il existe deux types de récepteurs auxquels les cannabinoïdes peuvent se lier : les récepteurs de type 1 (CB1), principalement dans le système nerveux central, et les récepteurs de type 2 (CB2), principalement retrouvés dans le système nerveux périphérique. Les effets de cette substance se font sentir lorsque le THC se lie à ces récepteurs.

La consommation de cannabis à répétition peut créer des effets de tolérance à la drogue, nécessitant une dose de plus en plus forte pour atteindre le même effet. Mais aussi de sevrage, créant une sensation de manque contribuant à l’établissement d’une dépendance à la substance. Ceci est dû à une altération des systèmes de neurotransmetteurs dans le système nerveux central, qui sont aussi impliqués dans le cycle du sommeil,. Il y a donc une association fréquente entre consommation de cannabis et troubles du sommeil. La dopamine est un neurotransmetteur essentiel à l’homéostasie du fonctionnement cérébral. Elle joue un rôle dans la régulation de sécrétion de mélatonine et de sérotonine par la glande pinéale et de ce fait dans le contrôle du cycle éveil/sommeil, malgré des résultats contradictoires quant aux mécanismes exacts en présence de THC. 

La majorité des personnes consommant du cannabis relatent une apparition plus précoce du sommeil. Toutefois, les études polysomnographiques ne relèvent pas de changement dans cet aspect, ou seulement en cas de fortes doses, avec plutôt un délai plus long pour s’endormir,. Il y aurait donc une forme de perception altérée, similaire à celle observée chez les personnes dépendantes à l’alcool concernant l’insomnie.

D’autre part, il a été montré que les cannabinoïdes pourraient avoir des effets bénéfiques sur le sommeil. Par exemple, une étude sur un modèle de rats souffrant d’apnées nocturnes a mesuré l’effet de cannabinoïdes endogène (oleamide) et exogène (∆9THC) sur la régulation de la stabilité respiratoire pendant le sommeil. La fréquence des apnées du sommeil est diminuée en présence de ces deux substances, et ce, pendant toutes les phases de sommeil. Malgré une absence de caractérisation directe des mécanismes moléculaires mis en jeu, les auteurs suggèrent que les cannabinoïdes devraient être considérés dans le traitement de maladies respiratoires liées au sommeil chez l’homme.